# Złącza ciesielskie poprzeczne
Złącza ciesielskie poprzeczne

Wrąb krzyżowy

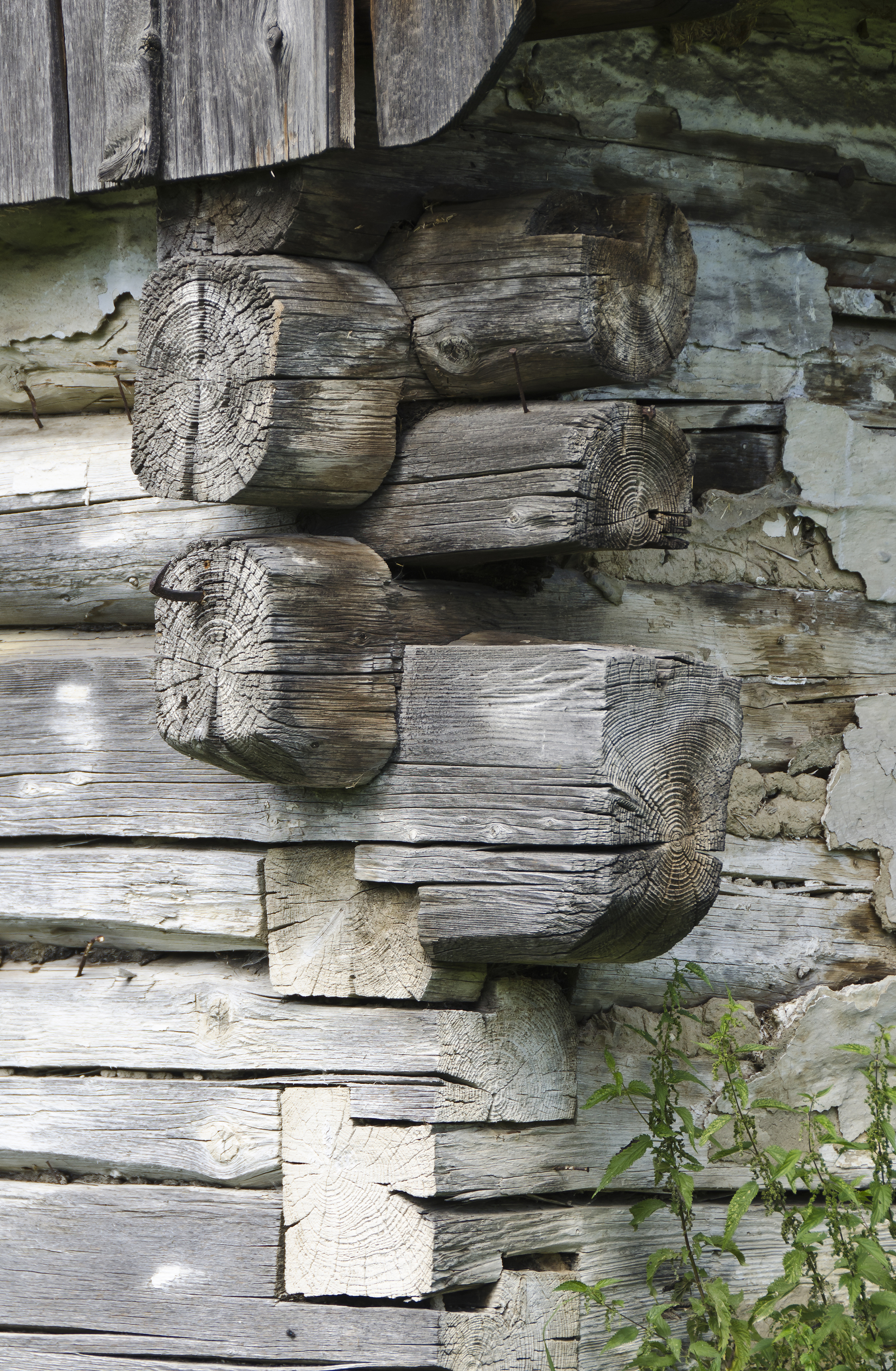
Złącze węgłowe

- wrąb: jednostronny, wzajemny, krzyżowy
- zamek: prosty, płetwowy (rybi ogon)
- zwidłowanie
- złącza węgłowe (węgieł, obłap) - zamki węgłowe proste lub płetwowe (na jaskółczy ogon) z ostatkami (ostatki to nazwa dla wystających części belek poza złącze) lub bez. Złącza występują w konstrukcjach ścian wieńcowych
- złącza na czop: pełny, odsaczony, środkowy, kosowy. Występują przy połączeniu elementów pionowych z poziomymi

Zamek płetwowy (jaskółczy ogon)
Zwidłowanie
Zamek prosty
Czop pełny